# Stsviha
Stsviha (tiếng Belarus: Сцвіга) hay Stvyha (tiếng Ukraina: Ствига) là một sông tại Ukraina và Belarus. Đây là một phụ lưu của sông Pripyat thuộc lưu vực sông Dnepr. Một vùng đất ngập nước đầm lầy có tên là Polesia, là nơi sinh sống của 265 loài chim khác nhau, nằm giữa các sông Pripyat, Stsviha và Ubort.
Sông chảy qua tỉnh Rivne của Ukraina và qua các tỉnh Brest và Gomel của Belarus. Stsviha bắt nguồn từ đầm lầy của đồng bằng Klesiv, thuộc Polesia, cách làng Budky-Snovydovytski 5 km về phía tây nam. Sông chủ yếu chảy về phía bắc và ở Belarus, sau khi đi vào vùng thung lũng của sông Pripyat, Stsviha rẽ sang một góc vuông để hướng về phía đông. Sông chảy vào Pripyat về phía đông của làng Turova, tỉnh Gomel.
Chiều dài của sông là 178 km (trên lãnh thổ Ukraina là 66 km, tại Belarus là 112 km), diện tích lưu vực của sông là 5.300 km² (tại Belarus là 4300 km²), lưu lượng trung bình ở vùng cửa sông là 21,6 m³/s. Chênh lệch độ cao giữa đầu nguồn và cửa sông là 68,3 m.
Chiều rộng của sông ở vùng hạ lưu là 20–30 m. Vùng bãi bồi rộng 80–200 m ở vùng trung lưu, ở vùng hạ lưu là 600–1200 m, trên sông có một số cù lao cát. Các bờ sông có rừng hỗn giao với ưu thế là cây lá rụng, địa hình là đầm lầy với đất cát và than bùn.
Phụ lưu hữu ngạn: Hus', Yazvynytsya, Kanal Nedel', Tryzna, Studenytsya, Plav, Bezimenna, Mutvytsya; phụ lưu tả ngạn: Pererisl', Bezimenna, L'va.